# Амонаш
Амонаш — село в Канском районе Красноярского края. Административный центр Амонашенского сельсовета.

## История
Основано в 1735 году. Прежние название села — Голопуповка, Амонашевское, Верхний Амонаш. В 1920 село было центром крупного восстания (Голопуповское восстание), направленного против продразвёрстки. В 1926 году состояло из 257 хозяйств, основное население — русские. В административном отношении являлось центром Амонашенского сельсовета и Амонашевского района Канского округа Сибирского края.

## Население
| 1926 | 2010 |
| ---- | ---- |
| 1165 | ↘308 |

## Улицы
| - ул. Западная, - пер. Западный, - ул. Набережная, - пер. Проточный, - пер. Сплавной, | - ул. Усанова, - ул. Ушакова, - ул. Центральная, - ул. Школьная, - пер. Школьный. |